# Wanda Klavenes
Wanda Klavenes (1940 circa) è un'ex sciatrice alpina norvegese.

## Biografia
Sciatrice polivalente, Wanda Klavenes nel 1960 partecipò al trofeo Holmenkollen-Kandahar (Holmenkollen, 18-20 marzo), dove si classificò 6ª nello slalom gigante, 21ª nello slalom speciale e 18ª nella combinata, e ai successivi Campionati norvegesi 1960 (Norefjell, 2-3 aprile) vinse la medaglia d'oro nella combinata e quella d'argento nello slalom gigante e nello slalom speciale; non prese parte a rassegne olimpiche o iridate.

## Palmarès

### Campionati norvegesi
- 3 medaglie[senza fonte]:
  - 1 oro (combinata nel 1960)[3]
  - 2 argenti (slalom gigante, slalom speciale nel 1960)[senza fonte]